# Goodyère rampante
Goodyera repens
Espèce
Classification APG III (2009)
Statut CITES
La Goodyère rampante, ou Goodyéra rampante (Goodyera repens), est une espèce de plante herbacée vivace de la famille des Orchidaceae.
Elle se caractérise notamment, chose très rare chez les orchidées, par un réseau de nervures non parallèles sur ses feuilles, et une forte pilosité.

## Description

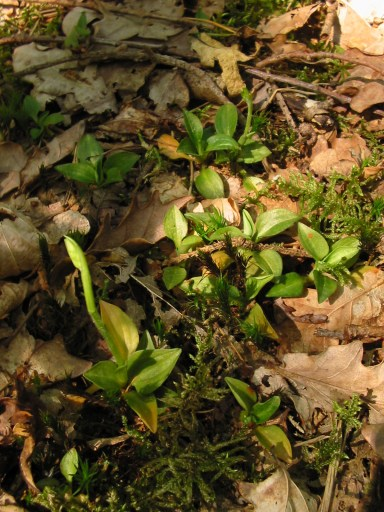
Colonie.
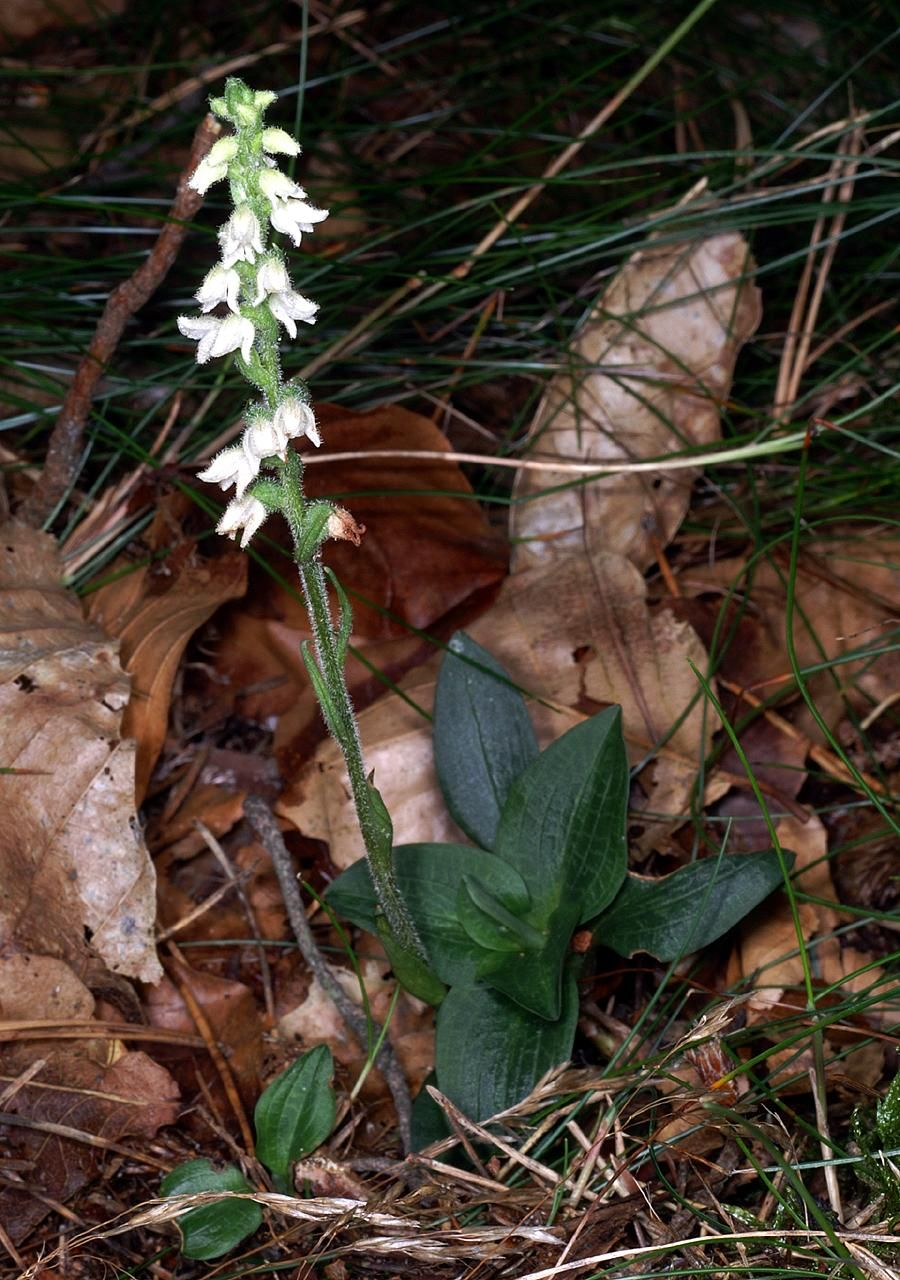
Plante.
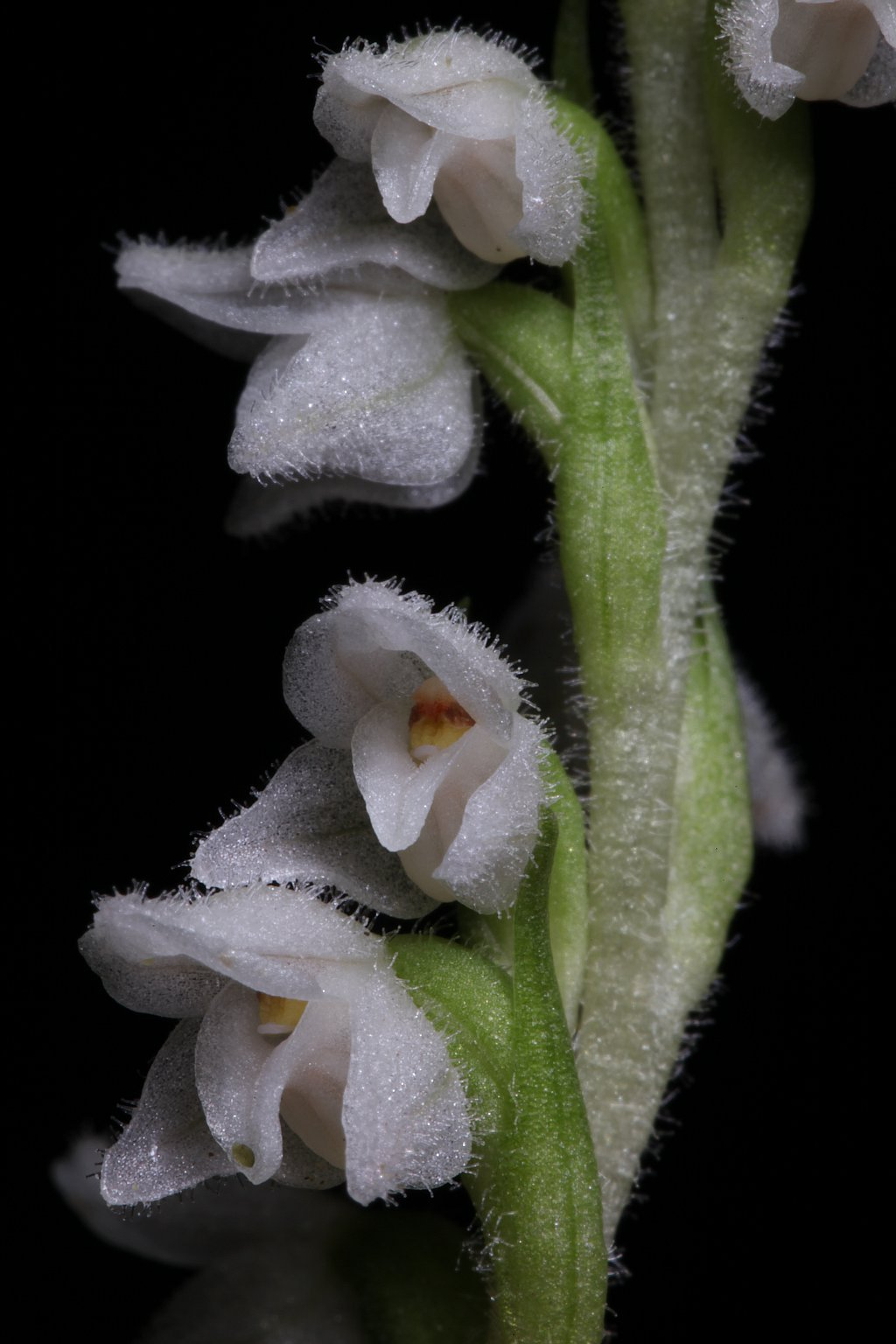
Fleurs.
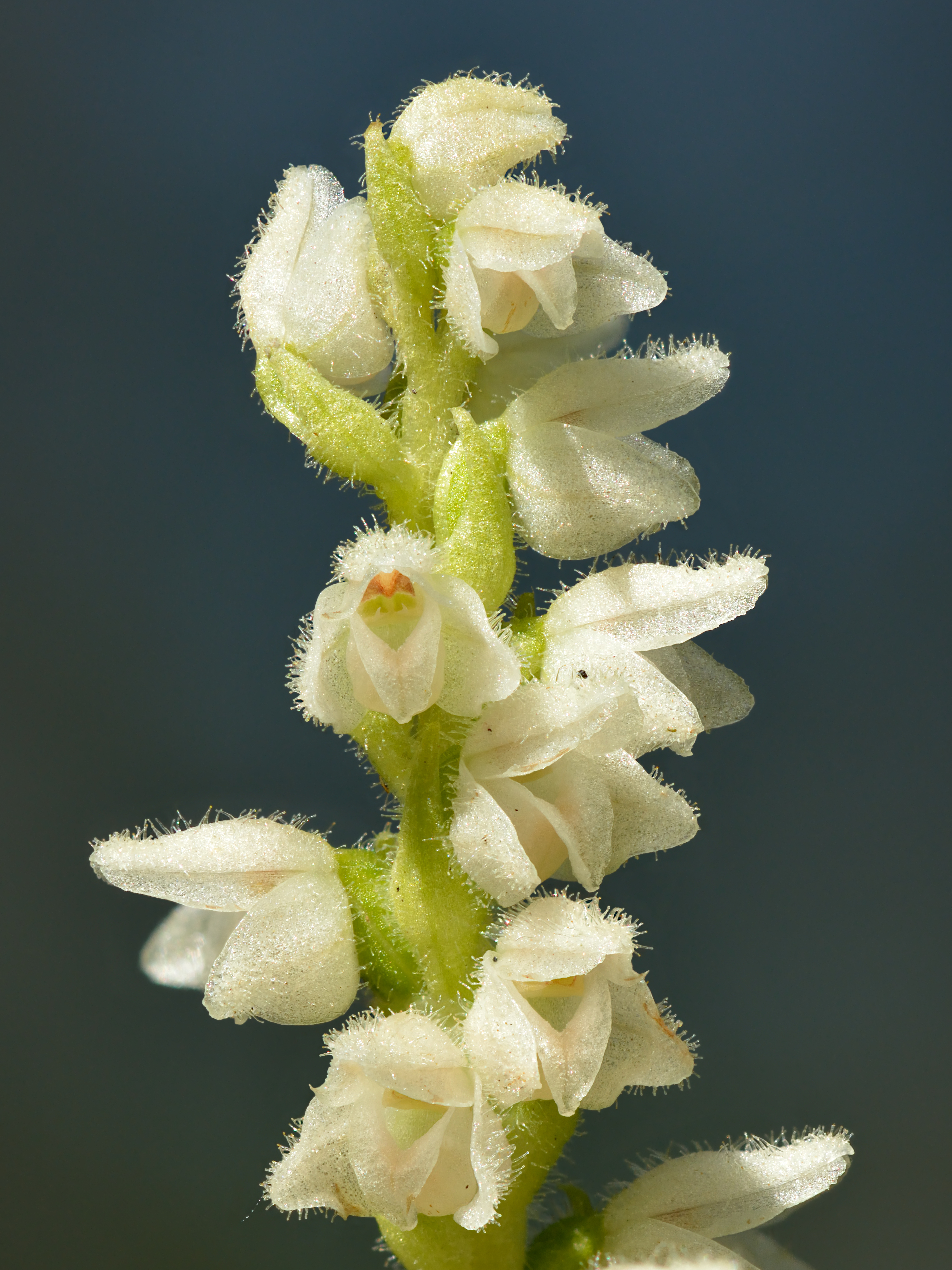
Fleurs.

C'est une plante rhizomateuse, à stolons, aux feuilles basales très réticulées, en rosette lâche.
Son inflorescence est composée de fleurs blanches disposées en épi partiellement spiralé, orienté unilatéralement. Ses fleurs à odeur désagréable ont les sépales latéraux étalés et un labelle triangulaire sans éperon, et sont couvertes d’une riche pilosité.

### Caractéristiques
Organes reproducteurs
- Type d'inflorescence : épi simple.
- Répartition des sexes : hermaphrodite.
- Type de pollinisation : entomogame.
- Période de floraison : juillet à septembre.

Graine
- Type de fruit : capsule.
- Mode de dissémination : anémochore.

Habitat et répartition
- Habitat type : sous-bois herbacés médioeuropéens, hyperacidophiles, boréomontagnards, psychrophiles, des humus bruts (mor), notamment dans les bois de conifères plutôt âgés et sombres.
- Aire de répartition : circumboréale (rare en France et en Belgique).

Données d'après : Julve, Ph., 1998 ff. - Baseflor. Index botanique, écologique et chorologique de la flore de France. Version : 23 avril 2004.